# 爆破青蛙卡羅
《爆破青蛙卡羅》是由天谷大輔（Pixel Studio）製作的像素平台遊戲，在2014年發佈於Microsoft Windows與iOS平台。本作為Pixel Studio在《洞窟物語》後的第一個重大計畫，遊戲強調的射擊在玩家之間得到好的評價。在遊戲販售前一個月發佈的《Pink Hour》為該遊戲的免費試玩版。

## 玩法
玩家操控一隻青蛙，在一間傳送點公司「Cat & Frog」中工作。他必須用玩具槍清理傳送點並消滅黑色怪物。遊戲為線型劇情，只需要奔跑、射擊、跳躍就可以完成遊戲。Eurogamer形容：「類似魂斗羅或其他老派遊戲，像是惡魔城系列」。